# Новий Соколув
Новий Соколув (пол. Nowy Sokołów) — село в Польщі, у гміні Конське Конецького повіту Свентокшиського воєводства.
Населення — 138 осіб (2011).
У 1975-1998 роках село належало до Келецького воєводства.

## Демографія
Демографічна структура на день 31 березня 2011 року:
|          | Загалом | Допрацездатний вік | Працездатний вік | Постпрацездатний вік |
| -------- | ------- | ------------------ | ---------------- | -------------------- |
| Чоловіки | 61      | 11                 | 44               | 6                    |
| Жінки    | 77      | 14                 | 50               | 13                   |
| Разом    | 138     | 25                 | 94               | 19                   |